# Peter Fleming

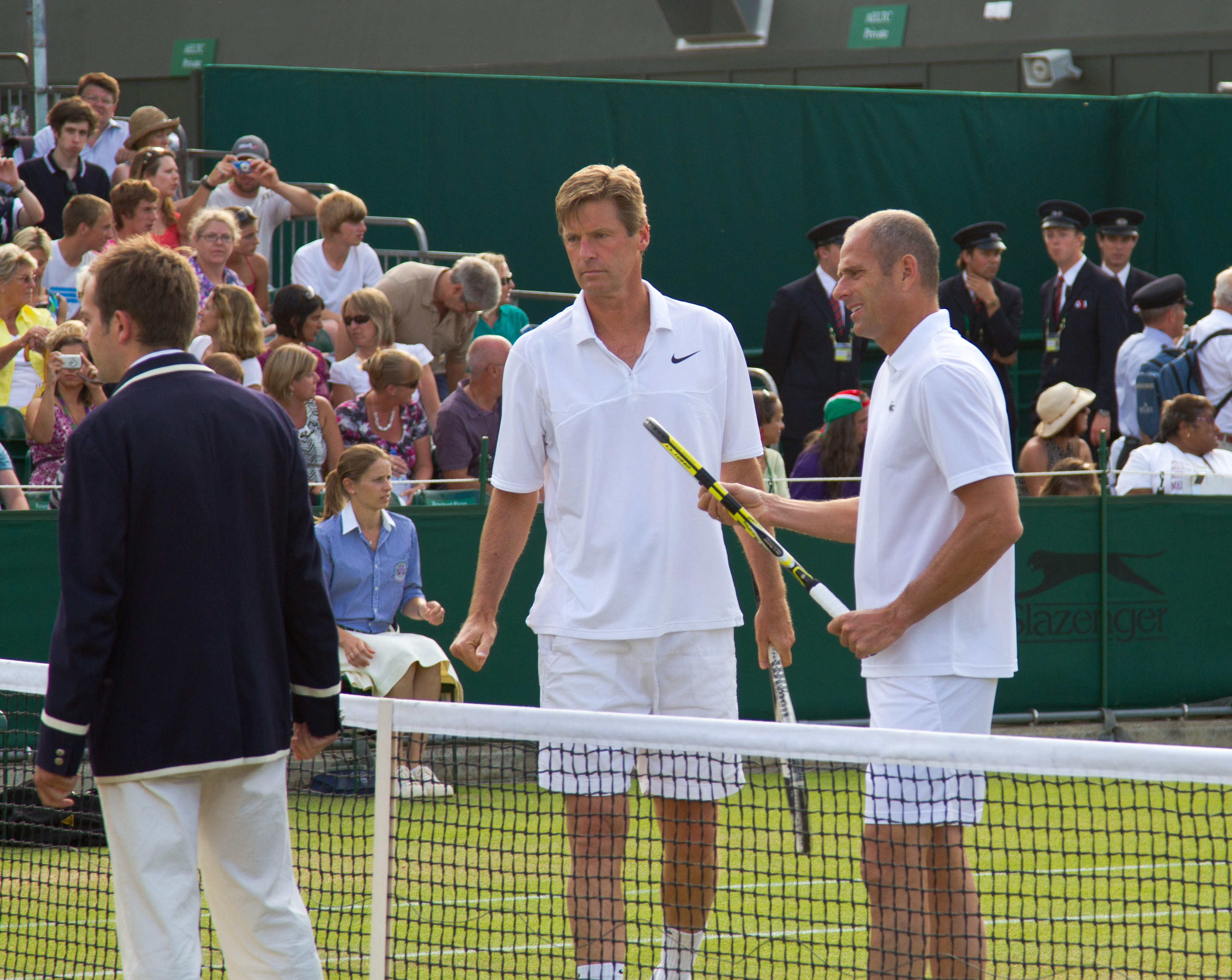
Peter Fleming och Guy Forget.

Peter Fleming, född 21 januari 1955 i Chatham Borough, New Jersey, är en högerhänt tidigare professionell tennisspelare från USA. Under proffskarriären vann Fleming 60 dubbel- och 3 singeltitlar. Han var tillsammans med i första hand John McEnroe den dominerande dubbelspelaren under första halvan av 1980-talet. Från juni 1984 rankades han som världsetta i dubbel.

## Tenniskarriären
Tillsammans vann han och John McEnroe dubbeltitlarna i Grand Slam (GS)-turneringarna Wimbledonmästerskapen fyra gånger och US Open tre gånger perioden 1979-1984. Dubbelparet spelade också ytterligare fyra dubbelfinaler tillsammans i GS-turneringar.
Fleming deltog med stor framgång i det amerikanska Davis Cup-laget 1979-84. Han spelade totalt 15 matcher, alla i dubbel tillsammans med John McEnroe. Av dessa vann de båda 14 vilket är rekord för ett amerikanskt DC-par. Perioden 1979-82 vann USA cup-titeln vid alla fyra tillfällena. I finalen 1984 mötte det amerikanska laget ett lag från Sverige som vann mötet med 4-1 i matcher. Denna gång tillfogade svenskarna Stefan Edberg och Anders Järryd det amerikanska dubbelparet ett nederlag. Matchen slutade 7-5, 5-7, 6-2, 7-5 till det svenska paret.

## Grand Slam-titlar
- Wimbledonmästerskapen
  - Dubbel - 1979, 1981, 1983, 1984
- US Open
  - Dubbel - 1979, 1981, 1983